# William Wilberforce
William Wilberforce (24 tháng 8 năm 1759 – 29 tháng 7 năm 1833), là một chính khách, nhà hoạt động từ thiện người Anh, người lãnh đạo phong trào bãi bỏ chế độ nô lệ. Quê quán ở Hull, Yorkshire, Wilberforce khởi đầu sự nghiệp chính trị từ năm 1780, trở thành nghị sĩ độc lập trong Quốc hội đại diện cho Yorkshire từ 1784 đến 1812.
Năm 1785, những trải nghiệm tâm linh đưa ông đến đức tin Cơ Đốc và trở thành tín hữu Cơ Đốc theo trào lưu Tin Lành. Những trải nghiệm này đã dẫn đến những thay đổi quan trọng trong lối sống, và giúp ông cống hiến phần còn lại của cuộc đời cho lý tưởng cải cách xã hội. Năm 1787, Wilberforce có cơ hội tiếp xúc với Thomas Clarkson và một nhóm hoạt động bãi nô, trong đó có Granville Sharp, Hannah More, và Lord Middleton. Họ đã thuyết phục Wilberforce chấp nhận mục tiêu đấu tranh của phong trào bãi nô, và ít lâu sau ông trở thành một trong những nhà lãnh đạo phong trào tại Anh. Ông đứng đầu chiến dịch vận động bãi nô tại Quốc hội, một nỗ lực kéo dài cho đến khi luật chống buôn bán nô lệ được thông qua năm 1807.
Wilberforce tin tưởng rằng tôn giáo, đạo đức, và giáo dục là những yếu tố quyết định trong cải cách xã hội. Ông tham gia tích cực vào các hoạt động như vận động cho việc thành lập Hội Trấn áp Tội phạm, giới thiệu Cơ Đốc giáo tại Ấn Độ, thiếp lập khu định cư cho người nô lệ được giải phóng ở Sierra Leone, thành lập Hội Truyền giáo Hội thánh, và Hội chống hành hạ súc vật.
Trong những năm cuối đời, Wilberforce tiếp tục ủng hộ cuộc đấu tranh chống chế độ nô lệ cho đến năm 1826, khi ông phải từ nhiệm khỏi Quốc hội vì lý do sức khỏe. Nỗ lực của Wilberforce đã dẫn đến việc ban hành Đạo luật Bãi nô năm 1883, tuyên bố bãi bỏ chế độ nô lệ trên lãnh thổ Đế chế Anh. Wilberforce từ trần chỉ ba ngày sau khi nghe tin báo cho biết đạo luật chắc chắn sẽ được thông qua tại Quốc hội và được an táng tại Tu viện Westminster cạnh người bạn thân của ông William Pitt.
Theo một cuộc thăm dò của BBC thực hiện năm 2002, William Wilberforce đứng thứ 28 trong số 100 người Anh vĩ đại nhất thuộc mọi thời đại.

## Thiếu thời

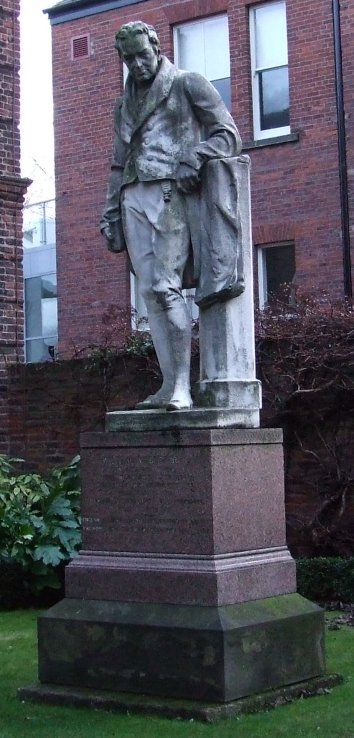
Tượng William Wilberforce trước Tòa nhà Wilberforce tại Hull, nơi ông sinh trưởng.

William Wilberforce chào đời ở Hull ngày 24 tháng 8 năm 1759, là con trai của Robert và Elizabeth Wilberforce. Robert Wilberforce (1728–1768) là một thương gia giàu có. Cha của Robert, William (1690–1776) gây dựng cơ nghiệp qua giao thương đường biển với các nước vùng biển Baltic, hai con trai sinh đôi của ông đều từng là thị trưởng thành phố Hull.
Wilberforce là một cậu bé nhỏ thó, mảnh mai, dễ mắc bệnh, và thị lực kém. Năm 1767, cậu đến học tại Trường Tiểu học Hull. Hiệu trưởng Joseph Milner là một nhà giáo trẻ tuổi và năng động, không khí thân thiện của ngôi trường đã giúp ích cho việc phát triển trí tuệ và thể chất của Wilberforce. Khi cha qua đời năm 1768, cậu bé Wilberforce chín tuổi về sống với chú và cô trong những ngôi nhà tọa lạc ở St James Place, London, và Wimbledon, lúc ấy cách London khoảng 7 dặm (11 km) về hướng tây nam. Cậu đến học ở một trường nội trú tại Putney trong hai năm, và thường về Wimbledon trong các kỳ nghỉ. Không khí gia đình tại đây giúp phát triển tình cảm nồng thắm cậu dành cho những người họ hàng, cũng là lúc niềm tin Cơ Đốc theo trào lưu Tin Lành được gieo mầm trong lòng cậu qua ảnh hưởng của những người này, nhất là cô Hannah, chị của một thương gia giàu có tên John Thornton, bà cũng là người ủng hộ nhà thuyết giáo hàng đầu của Phong trào Giám Lý George Whitefield.
Là tín hữu Anh giáo sùng tín, ông nội và mẹ, do lo ngại những ảnh hưởng của giáo huấn Giám Lý trên cậu bé, qưyết định đem cậu về Hull năm 1771. Wilberforce đến học tại Trường Pocklington gần nhà từ năm 1771 đến 1776. Ảnh hưởng của đức tin Giám Lý giảm dần, và cậu khởi sự tham gia tích cực vào đời sống xã hội ở Hull, cậu đến nhà hát, phòng khiêu vũ, và bắt đầu chơi bài.
Tháng 10 năm 1776, lúc 17 tuổi, Wilberforce theo học tại Trường St John, Đại học Cambridge. Hai cái chết liên tiếp của ông nội và chú trong năm 1776 và 1777 để lại cho chàng trai trẻ Wilberforce một tài sản kết sù mà không có ai giám sát. Hậu quả là Wilberforce lao đầu vào các cuộc vui chơi với bạn bè sinh viên, cờ bạc, và những cuộc rượu thâu đêm suốt sáng, mà không mấy quan tâm đến chuyện học hành. Thông minh, hào phóng, và xuất sắc trong tranh luận là những yếu tố giúp Wilberforce trở thành một chàng trai được ưa thích. Cậu kết bạn với nhiều người, trong số đó có những tình bạn lâu dài như trường hợp của William Pitt, người sau này trở thành Thủ tướng Anh. Dù sống trác táng và không chăm chỉ trong học tập, Wilberforce vẫn qua được các kỳ thi, và nhận văn bằng cử nhân năm 1781, rồi thạc sĩ năm 1788.

## Chính trường
Từ khi còn là sinh viên đại học, Wilberforce đã quan tâm đến chính trị, suốt mùa đông năm 1779–1780, cậu và Pitt thường xuyên đến quan sát các buổi tranh luận của Viện Thứ dân từ hàng ghế dành cho khán giả. Pitt, đã chuẩn bị cho sự nghiệp chính trị, khuyến khích bạn mình cùng nỗ lực vào Quốc hội. Tháng 9 năm 1780, đang là một sinh viên 21 tuổi, Wilberforce được bầu vào Quốc hội đại diện cho hạt Kingston upon Hull, ông phải chi hơn 8 000 bảng Anh để có đủ số phiếu cần thiết, theo như thông lệ thời ấy. Không bị áp lực tài chính, Wilberforce theo đuổi lập trường chính trị độc lập để trở thành nghị sĩ "không đảng phái". Theo sự hướng dẫn của lương tâm và căn cứ vào thành quả của các đảng phái lúc họ cầm quyền, tùy lúc mà Wilberforce bỏ phiếu cho Đảng Whig hoặc Đảng Tories. Ngoài việc tham dự các buổi họp của quốc hội, Wilberforce tiếp tục duy trì sinh hoạt tích cực trong các cuộc vui. Ông là khách quen của các sòng bài sang trọng như Goostre's và Boodle's trên phố Pall Mall nổi tiếng tại khu trung tâm London. Madame de Staël miêu tả Wilberforce là "người đàn ông dí dỏm nhất nước Anh", còn theo lời kể của Georgiana, Nữ Công tước Devonshire, Hoàng tử xứ Wales nói rằng đi đến đâu ông cũng nghe tiếng hát của Wilberforce. Wilberforce biết cách sử dụng ngữ điệu để tạo sự thu hút cho các bài diễn văn chính trị; nhà văn James Boswell, từng chứng kiến Wilberforce phô diễn kỹ năng hùng biện trên diễn đàn của Viện Thứ dân, thốt lên: "Tôi đã thấy một vật giống như con tôm trên bàn; nhưng khi nghe [Wilberforce nói], con vật ấy cứ lớn dần, lớn dần, cho đến khi trở thành con cá voi." Từ năm 1781 đến 1784, trong những lần thay đổi chính phủ Wilberforce luôn ủng hộ bạn mình, Pitt, trong các cuộc tranh luận ở quốc hội. Mùa thu năm 1783, Pitt, Wilberforce và Edward Eliot – về sau trở thành em rể của Pitt – cùng đi với nhau trong chuyến du lịch kéo dài 6 tuần lễ đến Pháp. Họ đến Paris, gặp Benjamin Franklin, Tướng Lafayette, Maria Antonia của Áo, và Louis XVI, họ cũng đến thăm triều đình Pháp tại Lâu đài Fontainebleau.
Tháng 12 năm 1783, Pitt trở thành Thủ tướng, Wilberforce là người hậu thuẫn chủ chốt cho chính quyền thiểu số của Pitt. Mặc dù tình bằng hữu thân thiết giữa hai người, Wilberforce không đảm nhận chức vụ chính thức nào trong các chính phủ của Pitt, có lẽ do ông muốn duy trì vai trò nghị sĩ độc lập. Mùa xuân năm 1784, sau khi Quốc hội bị giải tán, Wilberforce quyết định ra tranh cử tại hạt Yorkshire. Ngày 6 tháng 4, ông trở lại Quốc hội đại diện cho Yorkshire, lúc ấy ông 24 tuổi.

## Tiếp nhận đức tin Cơ Đốc
Tháng 10 năm 1784, Wilberforce bắt đầu một chuyến du lịch đến châu Âu. Chuyến đi này đã thay đổi cuộc đời và sự nghiệp chính trị của Wilberforce. Ông cùng mẹ, em gái, và Isaac Milner đến thăm Riviera, thư giãn trong những bữa ăn tối và cùng nhau chơi bài. Tháng 2 năm 1785, Wilberforce phải về Anh một thời gian ngắn để hậu thuẫn những dự án của Pitt trong kế hoạch cải tổ quốc hội. Ông trở lại chuyến du lịch, khi ấy đã đến Genoa, Ý. Từ đây, tiếp tục chuyến đi đến Thụy Sĩ. Milner cùng Wilberforce trở về Anh, trên đường đi, hai người đọc quyển The Rise and Progress of Religion in the Soul của Philip Doddridge, một tác giả Cơ Đốc nổi tiếng thuộc thế kỷ 18.
Người ta tin rằng những trải nghiệm tâm linh đã đến với Wilberforce vào thời điểm này. Từ đó, ông dậy sớm mỗi ngày để suy ngẫm Kinh Thánh, cầu nguyện và viết nhật ký. Ông tiếp nhận đức tin Cơ Đốc theo trào lưu Tin Lành, hối cải về cuộc sống trong quá khứ, và quyết định cống hiến phần còn lại của đời mình cho công cuộc phụng sự Thiên Chúa. Tuy nhiên, sự qui đạo này chỉ giúp Wilberforce thay đổi một số thói quen mà chưa trải nghiệm sự thay đổi triệt để trong bản chất: bề ngoài ông tỏ ra vui vẻ, quan tâm và tôn trọng người khác, cũng như khôn khéo thuyết phục họ chấp nhận niềm tin mới của mình, nhưng trong nội tâm, ông trải qua nhiều giằng xé, tranh chấp, không ngừng cáo trách mình về tình trạng tâm linh, việc sử dụng thì giờ, những ham muốn phù du, tính phóng túng, và những mối quan hệ xã hội.
Lúc ấy, nhiệt tâm tôn giáo bị xem là bất thường và là một điều đáng hổ thẹn trong giao tiếp. Những tín hữu Tin Lành trong giai tầng thượng lưu như Sir Richard Hill, một tín hữu Giám Lý và là nghị sĩ đại diện Shopshire, và Selina Hastings, Nữ Bá tước Huntingdon thường xuyên là mục tiêu cho sự khinh dễ và chế giễu. Do đó, sau khi tiếp nhận đức tin Cơ Đốc, Wilberforce bắt đầu cân nhắc xem có nên tiếp tục sự nghiệp chính trị hay không. Ông tìm đến gặp và xin lời khuyên của John Newton, một mục sư Anh giáo và là người có ảnh hưởng lớn trong cộng đồng Tin Lành ở Luân Đôn. Cả Newton và Pitt đều khuyên Wilberforce nên tiếp tục duy trì các hoạt động chính trường. Newton quyết định ở lại, "cần mẫn hơn và chính trực càng hơn." Từ đó, quan điểm chính trị của ông được định hình bởi đức tin và ước nguyện phát triển Cơ Đốc giáo và nền đạo đức Cơ Đốc trong công chúng cũng như trong cuộc sống riêng tư.

## Bãi bỏ việc buôn bán nô lệ

### Khởi thủy

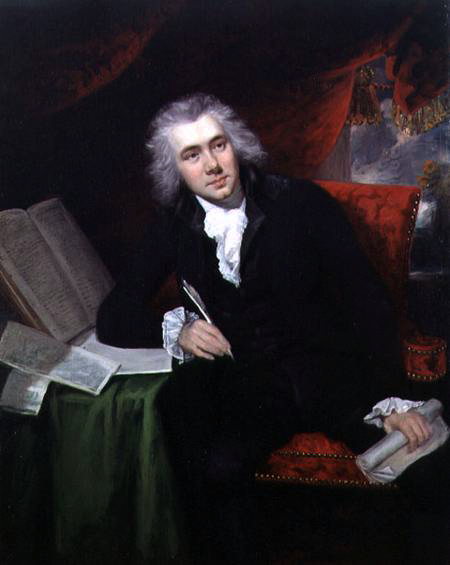
Wilberforce lúc 29 tuổi,
tranh của John Rising (1790)

Từ thế kỷ 16, nước Anh bắt đầu dính líu đến các vụ buôn bán nô lệ. Đến năm 1783, hành trình ba chiều (triangular route) mang các loại hàng hóa chế tạo tại Anh đến châu Phi, từ đó các thương nhân mua nô lệ và mang họ đến Tây Ấn, rồi từ đây vận chuyển hàng hóa do nô lệ sản xuất như đường, thuốc lá, vải bông về Anh; các thương vụ này chiếm đến 80% lợi tức hải ngoại của nước Anh.
Tàu Anh khống chế việc giao thương, cung cấp nô lệ cho các thuộc địa của Pháp, Tây Ban Nha, Hà Lan, Bồ Đào Nha và thuộc địa Anh, lúc cao điểm lên đến 40 ngàn nô lệ gồm đàn ông, đàn bà và trẻ em; họ bị nhồi nhét lên tàu để vượt Đại Tây Dương trong điều kiện sống khủng khiếp. Ước tính có khoảng 11 triệu người châu Phi bị bắt làm nô lệ, áng chừng 1,4 triệu người thiệt mạng trong các chuyến hải hành.
Tại Anh, chiến dịch vận động bãi bỏ buôn bán nô lệ bắt đầu được chú ý tại Anh từ thập niên 1780 với việc thành lập các ủy ban chống chế độ nô lệ của các tín hữu giáo phái Quaker, họ cũng trình thỉnh nguyện thư lên Quốc hội năm 1783. Cũng trong năm ấy, trong khi ăn tối với Gerald Edwards, một bạn học cũ ở Cambridge, Wilberforce được giới thiệu với James Ramsay, từng là bác sĩ phậu thuật phục vụ trong các chuyến hải hành, về sau trở thành mục sư Anh giáo đến làm quản nhiệm nhà thờ St Christopher (sau đổi thành St Kitts) trên quần đảo Leeward, đồng thời là giám sát y tế cho các đồn điền ở đây. Những gì Ramsay chứng kiến về điều kiện sống của nô lệ, trên biển và trong các đồn điền, đã khiến ông kinh hoàng. Trở về Anh sau 15 năm phục vụ ở hải ngoại, Ramsay đến làm quản nhiệm ở Teston, Kent năm 1781, tại đây ông gặp Sir Charles Middleton, Lady Middleton, Thomas Clarkson, Hannah More và những người khác, họ hình thành một nhóm về sau được mệnh danh là nhóm Teston. Quan tâm đến việc truyền bá thông điệp Cơ Đốc cùng cải thiện nền đạo đức tại Anh và hải ngoại, những người này khiếp đảm khi nghe Ramsay thuật lại lối sống suy đồi của các chủ nô, sự tàn bạo đối với nô lệ, và việc nô lệ không có cơ hội tiếp xúc với niềm tin Cơ Đốc. Với sự khích lệ và hỗ trợ từ những người bạn mới, Ramsay dành ba năm để viết An essay on the treatment and conversion of African slaves in the British sugar colonies (Một tiểu luận về cách đối xử và sự qui đạo của nô lệ châu Phi tại các khu thuộc địa Anh), mạnh mẽ chỉ trích chế độ nô lệ đang diễn ra ở Tây Ấn. Xuất bản năm 1784, quyển sách là nhân tố quan trọng trong nỗ lực thu hút sự quan tâm của công luận, đồng thời quyển sách cũng khiến giới chủ đồn điền ở Tây Ấn phẫn nộ, họ công kích Ramsay trong một loạt các bài tiểu luận ủng hộ chế độ nô lệ.

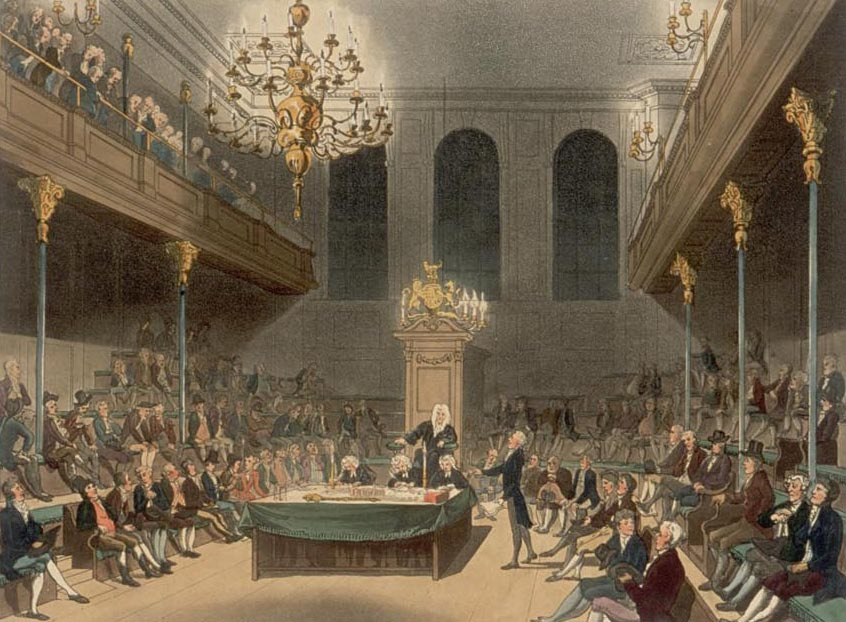
Viện Thứ dân trong thời Wilberforce

Trong lần gặp gỡ Ramsay vào năm 1783, Wilberforce không có phản ứng gì. Tuy nhiên, ba năm sau, được soi dẫn bởi đức tin mới, Wilberforce bắt đầu quan tâm đến những cải cách nhân đạo. Tháng 11 năm 1786, một lá thư của Sir Middleton khiến ông lưu tâm đến vấn đề buôn bán nô lệ. Từ gợi ý của vợ, Sir Charles Middlton đề nghị Wilberforce đem vấn đề này ra trước Quốc hội. Wilberforce thuật lại rằng, "tuy cảm nhận được tầm quan trọng của sự việc, tôi nghĩ rằng mình không đủ sức, nhưng không quyết liệt từ chối." Ông bắt đầu đọc nhiều về chủ đề nô lệ, tìm gặp những người thuộc nhóm Teston tại nhà của Middleton ở Barham Court vào mùa đông năm 1786–1787.
Đến đầu năm 1787, Thomas Clarkson, cựu sinh viên trường St John thuộc Đại học Cambridge, tin rằng cần phải bãi bỏ việc buôn bán nô lệ sau khi viết một tiểu luận được trao giải tại Cambrigde về chủ đề này, tìm gặp Wiberforce tại nhà riêng của ông với bài tiểu luận trên tay. Đây là lần đầu tiên hai người gặp mặt nhau, từ đó hình thành sự hợp tác kéo dài gần 50 năm. Clarkson đến thăm Wilberforce hằng tuần, cung cấp cho ông các chứng cứ ban đầu về nạn buôn nô lệ. Trước đó, các tín hữu Quaker đã tích cực vận động bãi bỏ nạn buôn nô lệ cũng nhận ra rằng cần phải gây ảnh hưởng trên Quốc hội, họ thúc giục Clarkson tìm kiếm lời cam kết từ Wilberforce sẽ đem vấn đề này ra trước Viện Thứ dân.
Bennet Langton, một chủ đất ở Lincolnshire và là bạn của cả Wilberforce và Clarkson, đồng ý tổ chức một bữa ăn tối vào ngày 13 tháng 3 năm 1787 để yêu cầu Wilberforce lãnh đạo chiến dịch vận động tại Quốc hội. Khách mời còn có Charles Middleton, Sir Joshua Reynolds, Nghị sĩ William Windham, James Boswell, và Nghị sĩ Isaac Hawkins Browne. Đến cuối bữa, Wilberforce đồng ý trên nguyên tắc sẽ mang vấn đề bãi bỏ buôn bán nô lệ ra trước Quốc hội, bởi vì "không có ai thích hợp hơn".
Mùa xuân năm ấy, ngày 12 tháng 5 năm 1787, Wilberforce khi ấy vẫn còn do dự, thảo luận với William Pitt và William Grenville (sau này là thủ tướng Anh) khi họ ngồi dưới tàng cây sồi trong lãnh địa của Pitt ở Kent. Theo những điều được thuật lại trong sự kiện gọi là "Cây sồi Wilberforce" tại gia trang Holwood, Pitt đã thách thức bạn mình: "Wilberforce này, sao anh không lập kiến nghị về chủ đề buôn nô lệ? Anh đã tốn nhiều công sức để thu thập chứng cứ, như vậy còn có gì để chần chừ. Đừng đánh mất cơ hội, nếu không người khác sẽ giành lấy sứ mạng này."
Động lực thúc đẩy Wilberforce tham gia phong trào bãi nô là ước nguyện thực thi các nguyên tắc Cơ Đốc và phụng sự Thiên Chúa trong cuộc sống. Wilberforce và các tín hữu thuộc Phong trào Tin Lành kinh tởm trước những gì họ biết về việc buôn bán xấu xa và đi ngược lại giáo huấn Cơ Đốc này, về lòng tham vô độ của các chủ nô và con buôn. Wilberforce cảm nhận được ơn gọi của Thiên Chúa, năm 1787 ông viết trong nhật ký, "Thiên Chúa toàn năng đặt trước tôi hai mục tiêu lớn, trấn áp việc buôn bán nô lệ và thay đổi bản chất con người."

### Vận động Nghị trường

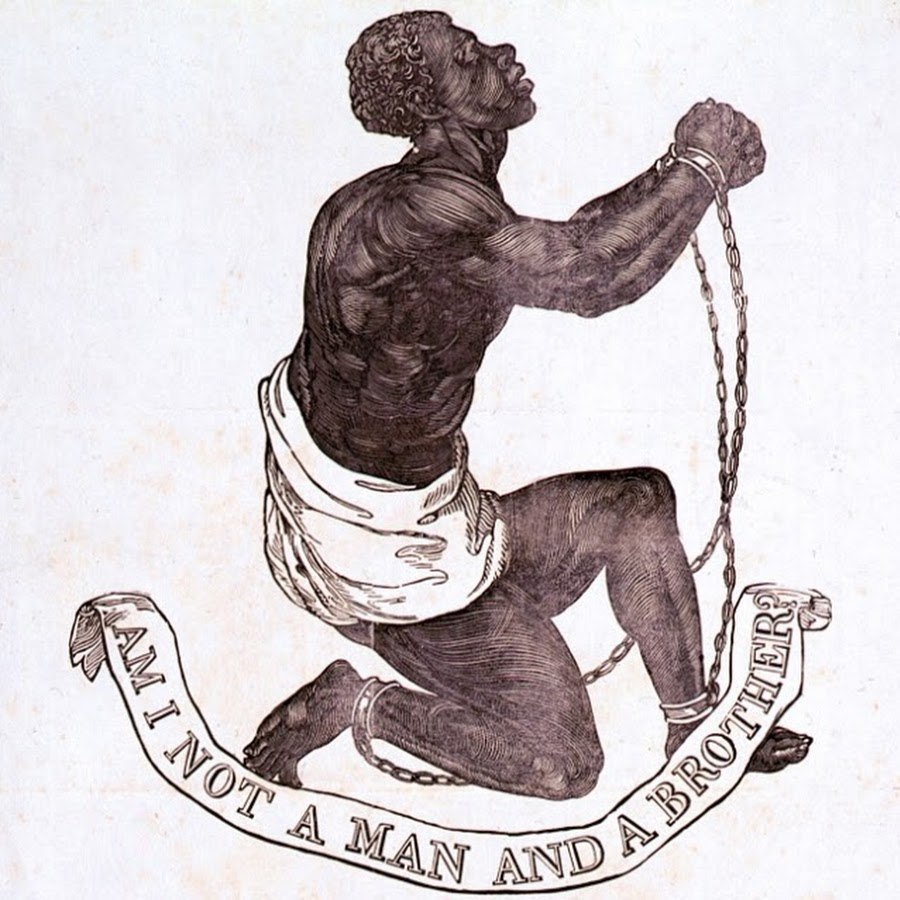
Logo chiến dịch chống chế độ nô lệ của Josiah Wedgwood, 1795

Ngày 22 tháng 5 năm 1787, Hội Vận động Bãi bỏ Buôn bán Nô lệ tổ chức kỳ họp đầu tiên, quy tụ những tín hữu Quaker và Anh giáo chia sẻ với nhau cùng một mục tiêu đấu tranh. Ủy ban quyết định xúc tiến cuộc vận động chống nạn buôn bán nô lệ thay vì nhắm vào chính chế độ nô lệ, vì họ tin rằng chế độ nô lệ rồi sẽ bị triệt tiêu như là hệ quả tất yếu của việc bãi bỏ nạn buôn bán nô lệ. Mặc dù cộng tác với ủy ban, Wilberforce không phải là thành viên chính thức mãi cho đến năm 1791.
Hiệp hội gặt hái nhiều thành công trong nỗ lực thu hút sự quan tâm và ủng hộ của công chúng, và các chi bộ của hội bắt đầu nở rộ trên toàn cõi nước Anh.
Clarkson đi đến nhiều nơi để điều tra và thu thập dữ liệu và lời chứng ban đầu, trong khi ủy ban xúc tiến các chiến dịch, sử dụng các kỹ năng như vận động hành lang, phổ biến tờ rơi, mở các cuộc tụ họp, vận động báo chí, tổ chức các cuộc tẩy chay, và sử dụng một logo cho chiến dịch: hình ảnh một nô lệ bị xiềng xích với hàng chữ "Chẳng phải tôi là một con người và là một người anh em sao?". Logo này do Josiah Wedgwood, một nhà làm gốm nổi tiếng, thiết kế. Ủy ban cũng tìm cách gây ảnh hưởng trên các quốc gia buôn bán nô lệ khác như Pháp, Tây Ban Nha, Bồ Đào Nha, Đan Mạch, Hà Lan và Hoa Kỳ, liên lạc với những nhà hoạt động chống chế độ nô lệ ở nước ngoài, và dịch những tác phẩm tiếng Anh ra các ngoại ngữ, trong đó có sách của những người từng là nô lệ như Ottobah Cugoano và Olaudah Equiano viết về chế độ nô lệ và nạn buôn nô lệ, chúng là những tác phẩm từng gây nhiều ảnh hưởng trong năm 1787 và 1789. Họ và ba người da đen tự do, gọi chung là "Những con trai của châu Phi", được mời đến nói chuyện tại các buổi thảo luận của hội, viết thư cho các nhật báo, tạp chí và các nhân vật nổi tiếng. Trong năm 1788 và những năm kế tiếp, có hàng trăm kiến nghị chống nạn buôn nô lệ với hàng trăm ngàn chữ ký được gởi đến quốc hội. Chiến dịch này được xem là cuộc vận động cho nhân quyền đầu tiên trên thế giới, lúc ấy nhiều người thuộc các giai cấp và nền tảng xã hội khác nhau cùng chung sức đấu tranh nhằm chấm dứt tình trạng bất công cho những người khác.

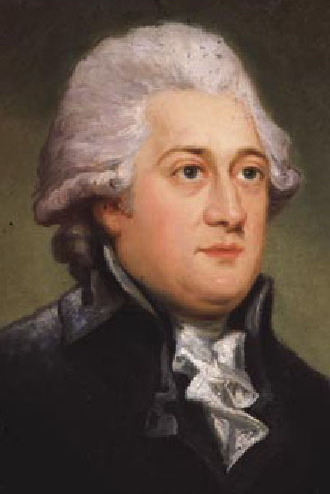
Thomas Clarkson, tranh của Carl Frederik von Breda

Wilberforce dự định đệ trình dự luật bãi bỏ buôn bán nô lệ trong kỳ họp quốc hội năm 1789, nhưng đến tháng 1 năm 1788 ông mắc bệnh, có lẽ do điều kiện làm việc căng thẳng. Ông phải mất vài tháng để chữa trị và dưỡng bệnh tại Bath và Cambridge.
Trong thời gian Wilberforce vắng mặt, Pitt, nhậm chức Thủ tướng từ năm 1784, đứng ra trình dự luật, đồng thời chỉ thị Hội đồng Tư vấn mở cuộc điều tra về việc buôn bán nô lệ, kế đó Viện Thứ dân xem xét vấn đề này.
Sau khi Hội đồng Tư vấn công bố bản tường trình vào tháng 4 năm 1789, Wilberforce cũng bắt đầu cuộc vận động của mình tại nghị trường. Ngày 12 tháng 5năm 1789, ông đọc bài diễn văn quan trọng đầu tiên về chủ đề này trước Viện Thứ dân, trình bày những luận cứ cho rằng việc buôn nô lệ là điều đáng trách về mặt đạo đức và vi phạm sự công chính tự nhiên. Đưa ra những viện dẫn từ kho tư liệu khổng lồ của Thomas Clarkson, Wilberforce miêu tả chi tiết điều kiện sống khủng khiếp mà các nô lệ phải chịu đựng trong những chuyến hải hành từ châu Phi đến các điểm chuyển tiếp, ông đi đến kết luận bãi bỏ việc buôn nô lệ sẽ cải thiện điều kiện sống của các nô lệ ở Tây Ấn.
Nhận biết công luận đang chống lại mình, phe ủng hộ việc buôn nô lệ tìm cách hoãn cuộc bỏ phiếu bằng cách đề nghị Viện Thứ dân mở một cuộc điều trần để nghe những chứng cứ của viện, Wilberforce miễn cưỡng chấp thuận. Cuộc điều trần không thể hoàn tất trước khi kết thúc kỳ họp quốc hội nên phải dời đến năm sau. Trong lúc đó, Wilberforce và Clarkson cũng không thành công khi cố thúc đẩy nước Pháp bãi bỏ nạn buôn nô lệ dù vào thời điểm ấy tinh thần bình đẳng tại nước này đang dâng cao do cuộc Cách mạng Pháp. Tại đây, nạn buôn nô lệ bị bãi bỏ năm 1794 nhờ một cuộc nổi dậy đẫm máu của nô lệ ở St Domingue (nay là Haiti), nhưng lại được Napoleon phục hồi năm 1820.
Tháng 1 năm 1790, nhờ giành được sự ủng hộ cho các ủy ban quốc hội xem xét khối lượng khổng lồ các chứng cứ đã thu thập, Wilberforce thành công trong nỗ lực thúc đẩy việc xúc tiến các phiên điều trần. Ngôi nhà của Wilberforce ở Old Palace Yard trở thành trung tâm của chiến dịch, cũng là nơi tổ chức các buổi họp bàn thảo về chiến lược vận động.
Bị gián đoạn do kỳ tổng tuyển cử tổ chức vào tháng 6 năm 1790, cuối cùng ủy ban cũng hoàn tất các phiên điều trần, đến tháng 4 năm 1791 trong một bài diễn văn dài gần bốn tiếng đồng hồ, Wilberforce đệ trình dự luật đầu tiên đòi bãi bỏ nạn buôn bán nô lệ. Tuy nhiên, sau hai buổi tối tranh luận, dự luật bị đánh bại với tỷ lệ 163–88. Vào thời điểm ấy, bầu không khí chính trị tại Anh ngả theo chiều bảo thủ do bị tác động bởi cuộc Cách mạng Pháp, động thái này cũng được xem là một phản ứng đối với các cuộc nổi dậy của nô lệ tại vùng Tây Ấn thuộc Pháp.
,
Đây là điểm khởi đầu cho chiến dịch vận động lâu dài ở nghị trường. Suốt trong cuộc tranh đấu cam go này, dù gặp không ít thất bại và thường xuyên đối đầu với sự thù nghịch, Wilberforce không hề rời bỏ mục tiêu. Ông nhận được sự ủng hộ tích cực từ những bằng hữu thuộc một nhóm người thuộc tầng lớp thượng lưu gọi là Nhóm Clapham, trong đó có Henry Thornton, người bạn thân tín nhất, cũng là anh em họ với Wilberforce. Kiên định với xác tín Tin Lành, nổi tiếng với những hoạt động cải tổ xã hội, nhóm này được mệnh danh là "Các vị thánh", họ sống trong những ngôi nhà rộng lớn gần kề nhau ở Clapham, khi ấy là một ngôi làng phía nam London. "Các vị thánh" là một cộng đồng nhỏ, nổi bật với tình bằng hữu mật thiết cũng như nhiệt tâm ứng dụng các giá trị Cơ Đốc vào nỗ lực chống chế độ nô lệ. Họ cùng nhau xây dựng một không khí thân mật và thoải mái như trong một gia đình, mỗi người đều có thể tự do ra vào nhà ở và sân vườn của người khác, rồi thảo luận với nhau về các chủ đề tôn giáo, xã hội, và chính trị mà họ cùng quan tâm.
Phe ủng hộ chế độ nô lệ lập luận rằng đám dân châu Phi bị bắt làm nô lệ chỉ là những con người hạ đẳng xứng hiệp với phận tôi đòi. Wilberforce, nhóm Clapham, và những người khác tin rằng dân châu Phi, nhất là những người nô lệ đã được tự do, có nhân phẩm và sở hữu những khả năng kinh tế, đủ sức duy trì một xã hội có trật tự, và tham gia các hoạt động mậu dịch và nông nghiệp.
Một phần chịu ảnh hưởng bởi ý tưởng của Granville Sharp, năm 1792 những người này tham gia vào việc thiết lập khu định cư Sierra Leone cho những người da đen đến từ Anh, Nova Scotia, và Jamaica, cũng như thổ dân châu Phi và một số người da trắng. Họ thành lập Công ty Sierra Leone có sự đóng góp tiền bạc và công sức của Wilberforce. Giấc mơ về một xã hội lý tưởng, trong đó các chủng tộc chung sống trong bình đẳng và hòa hợp, trên thực tế vấp phải nhiều trở ngại: mất mùa, bệnh tật, chết chóc, chiến tranh, và nhiều người bỏ cuộc. Khởi đầu như một hoạt động doanh nghiệp, đến năm 1808, chính phủ Anh phải nhận trách nhiệm quản lý khu định cư này. Dù gặp không ít khó khăn, Sierra Leone đã trở thành biểu tượng cho tinh thần chống chế độ nô lệ, ở đó các cư dân, những cộng đồng, và các tù trưởng bộ tộc Phi châu, cùng hợp tác để ngăn chặn các vụ buôn bán nô lệ từ đầu nguồn, nỗ lực của họ được hậu thuẫn bởi chính sách phong tỏa đường biển của chính phủ Anh nhằm triệt tiêu các thương vụ buôn nô lệ trong vùng.
Ngày 2 tháng 4 năm 1792, Wilberforce lại đệ trình lần nữa dự luật bãi bỏ nạn buôn nô lệ. Cuộc tranh luận đáng nhớ tiếp theo đó đã thu hút những nhà hùng biện tài danh nhất ở Hạ viện: William Pitt, Charles James Fox, và Wilberforce. Sau cùng, Henry Dundas, bộ trưởng nội vụ, đưa ra giải pháp thỏa hiệp gọi là "bãi nô tiệm tiến". Dự luật được thông qua với số phiếu 230–85, nhưng giải pháp thỏa hiệp này chẳng gì khác hơn là một thủ đoạn khôn khéo nhằm bảo đảm sự bãi bỏ tệ buôn nô lệ sẽ bị đình hoãn vô thời hạn.

### Chiến tranh với Pháp
Ngày 26 tháng 2 năm 1793, dự luật lại bị đánh bại với khoảng cách sít sao tám phiếu. Rồi thì bùng nổ chiến tranh với Pháp khiến mọi nỗ lực đều trở nên vô vọng vì mọi quan tâm đều đổ dồn vào cuộc khủng hoảng và nguy cơ xảy ra một cuộc xâm lăng. Cũng trong năm ấy, rồi một lần nữa trong năm 1794, Wilberforce cố sức đệ trình Quốc hội dự luật đặt ngoài vòng pháp luật những tàu thủy Anh cung cấp nô lệ cho các khu thuộc địa của nước ngoài, nhưng đều không thành công. Wilberforce bày tỏ sự quan ngại về chiến tranh và thúc giục Pitt cùng chính phủ của ông nỗ lực hơn nữa nhằm chấm dứt tình trạng thù địch.
Trong công luận, chủ trương bãi nô được xem là gắn liền với cuộc Cách mạng Pháp và với các nhóm cực đoan tại Anh, nên khó có thể tìm được sự hậu thuận từ công chúng. Năm 1795, Hội bãi bỏ nạn buôn nô lệ ngừng các buổi họp, còn Clarkson lui về Lake District vì lý do sức khỏe. Dù vậy, suốt trong thập niên 1790, Wilberforce vẫn duy trì nỗ lực đem dự luật này đệ trình trước Quốc hội.
Trong những năm đầu tiên của thế kỷ 19, công luận bắt đầu đổi chiều và tỏ ra quan tâm đến vấn đề bãi nô. Năm 1804, Clarkson trở lại công việc, Hội Vận động Bãi bỏ nạn Buôn Nô lệ khởi sự tổ chức các cuộc họp, thu hút thêm các thành viên mới như Zachary Macaulay, Henry Brougham, và James Stephen. Tháng 6 năm 1804, dự luật của Wilberforce được thông qua tại Viện Thứ dân nhưng không có đủ thời gian để được thông qua tại Viện Quý tộc. Khi được đệ trình lần thứ hai trong kỳ họp năm 1805, ngay cả Pitt cũng từ chối ủng hộ dự luật. Từ đó, Wilberforce cảm thấy khó có thể tin rằng những người có quyền lực muốn làm những điều mà ông cho là đúng.

### Kết thúc

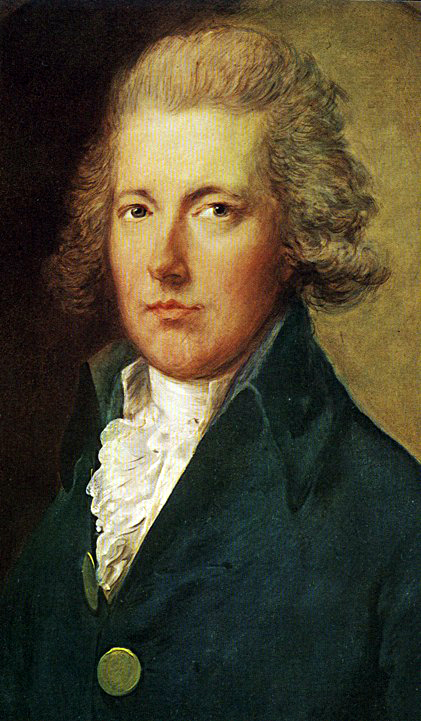
William Pitt.

Sau khi Pitt từ trần vào tháng 2 năm 1806, Wilberforce bắt đầu cộng tác nhiều hơn với Đảng Whig, giành được sự ủng hộ của chính phủ Grenville-Fox với nhiều thành viên có chủ trương bãi nô. Wilberforce và Charles James Fox dẫn đầu chiến dịch ở Viện Thứ dân trong khi Lord Grenville đấu tranh cho chủ trương bãi nô ở Viện Quý tộc.
Để hoạt động hiệu quả hơn, họ thay đổi chiến thuật, đệ trình một dự luật cấm công dân Anh trợ giúp hoặc tham gia các hoạt động buôn bán nô lệ đến các thuộc địa của Pháp, xuất phát từ sáng kiến của James Stephen, một luật sư chuyên ngành hàng hải. Đây là một tính toán khôn ngoan, vì nhiều tàu Anh treo cờ Mỹ và chở nô lệ đến các khu thuộc địa nước ngoài đang có chiến tranh với Anh. Dự luật được thông qua và có sự chuẩn thuận của hoàng gia vào ngày 23 tháng 5 năm 1806. Đạo luật mới đã kiểm soát được hai phần ba nạn buôn nô lệ của nước Anh, một phần là nhờ chiến thắng của Lord Nelson trong trận Trafalgar, nhờ đó Anh Quốc giành quyền kiểm soát đại dương và bảo đảm lệnh cấm được thi hành.
Trong hai thập niên, Wilberforce và Clarkson thu thập một khối lượng lớn các chứng cứ, và dành suốt nửa năm 1806 để viết "Thư về bãi bỏ nạn buôn nô lệ", được xem như là một bản tuyên ngôn cho chính nghĩa bãi nô. Cái chết của Fox vào tháng 9 năm 1806 là một tổn thất, ngay sau đó là cuộc tổng tuyển cử mùa thu năm 1806. Chế độ nô lệ trở thành một vấn đề được quan tâm trong cuộc bầu cử, nhờ đó Viện Thứ dân có thêm các nghị sĩ chủ trương bãi nô, trong số đó có các quân nhân là những người từng chứng kiến tình trạng khủng khiếp của chế độ nô lệ, cũng như sự kinh hoàng trong các cuộc bạo loạn của các nô lệ. Wilberforce tái đắc cử đại diện cho Yorkshire, ông trở lại công việc, hoàn tất và cho xuất bản "Thư về bãi bỏ nạn buôn nô lệ", đây là một quyển sách dày 400 trang, hình thành nền tảng cho giai đoạn kết thúc chiến dịch.
Lord Grenville, thủ tướng chính phủ, quyết tâm đệ trình Dự luật Bãi bỏ nạn Buôn Nô lệ trước Viện Quý tộc thay vì Viện Thứ dân, chấp nhận đối đầu với thách thức lớn nhất ngay từ đầu. Trong bài diễn văn mạnh mẽ và đầy xúc động, ông phê phán các nghị sĩ vì họ "đã không chịu bãi bỏ nạn buôn nô lệ từ sớm hơn," và lập luận rằng buôn bán nô lệ và "đi ngược với những nguyên tắc của công lý, nhân bản và nền chính trị công bằng." Đến lần bỏ phiếu sau cùng, dự luật được thông qua với cách biệt bất ngờ 41–20. Nhận biết thời cơ đã đến, ngày 23 tháng 2 năm 1807, Charles Grey (sau này là Tử tước Howick) triệu tập phiên điều trần thứ hai tại Viện Thứ dân. Dự luật được thông qua với kết quả 283–16. Khi tin vui đến với Wilberforce, mặt ông tràn đầy nước mắt, Ngày 25 tháng 3 năm 1807, Đạo luật Bãi bỏ nạn Buôn Nô lệ được Hoàng gia phê chuẩn.

## Những quan tâm khác
Lập trường của Wilberforce là thay đổi xã hội qua nỗ lực quảng bá các giá trị của Cơ Đốc giáo, cải thiện các lĩnh vực như đạo đức, giáo dục, và tôn giáo; nhưng tỏ ra quan ngại đối với các ý tưởng cực đoan và các cuộc cách mạng. Do đó, cây bút cấp tiến William Cobbett ở trong số những người đả kích điều mà họ gọi là thái độ đạo đức giả của Wilberforce khi, từ góc nhìn của họ, ông chỉ lo cải thiện điều kiện sống cho nô lệ ở hải ngoại mà không chịu làm gì để thay đổi điều kiện làm việc tồi tệ của công nhân trong nước.
Wilberforce vận động thông qua các đạo luật cải thiện điều kiện sống cho thợ chùi ống khói và công nhân dệt, tham gia các cuộc vận động cải tổ chế độ lao tù, và ủng hộ các chiến dịch hạn chế án tử hình cũng như các hình phạt khắc nghiệt khác. Ông nhìn nhận tầm quan trọng của giáo dục trong các đề án giảm nghèo; khi Hannah More và em gái ông thành lập các lớp Trường Chúa Nhật cho người nghèo ở Somerset và Mendips, ông dành cho họ sự hỗ trợ tinh thần và tài chính, nhất là khi họ gặp phải sự chống đối từ các chủ đất và giới chức sắc Anh giáo. Từ cuối thập niên 1780, Wilberforce mở các chiến dịch vận động cho kế hoạch cải tổ quốc hội như hủy bỏ các hạt bầu cử quá nhỏ và thường bị một "đại gia" lũng đoạn (rotten borough), tái phân bổ các ghế ở Hạ viện cho những thành phố và thị trấn, mặc dù đến năm 1832, ông tỏ ra e dè hơn với những biện pháp này. Ông ở trong số những người đầu tiên thành lập các tổ chức bảo vệ thú vật như Hội Ngăn ngừa Đối xử Tàn bạo với Thú vật. Ông cũng chống đối tập quán đấu kiếm vì danh dự, miêu tả lề thói này là "vết ô nhục của một xã hội Cơ Đốc", ông tỏ ra ghê tởm khi bạn ông, Pitt, tham gia một cuộc đấu kiếm năm 1798, vào Chúa nhật, được xem là ngày nghỉ trong thế giới Cơ Đốc giáo.
Wilberforce là người hào phóng trong tiền bạc và dành nhiều thì giờ để giúp đỡ người khác, ông tin rằng nghĩa vụ của người giàu là dành một phần quan trọng trong lợi tức của mình cho người nghèo. Hằng năm ông đóng góp hàng ngàn bảng Anh cho các giáo sở, trả nợ cho người khác, hỗ trợ giáo dục và công cuộc truyền giáo; trong một năm thiếu hụt lương thực, số tiền ông tặng các tổ chức cứu trợ còn lớn hơn lợi tức hằng năm của ông. Wilberforce rất hiếu khách, và không chịu sa thải bất kỳ người giúp việc nào, kết quả là trong nhà của ông đầy những người hầu già cả không còn khả năng làm việc, chỉ sống nhờ vào lòng nhân ái của chủ. Thường chậm trả lời thư, nhưng Wilberforce đã đáp ứng nhiều yêu cầu xin tư vấn, giới thiệu vào các vị trí giáo sư, thăng cấp trong quân đội, trợ giúp cho các chức sắc, hoặc giảm án tử hình.

## Cơ Đốc giáo Tin Lành

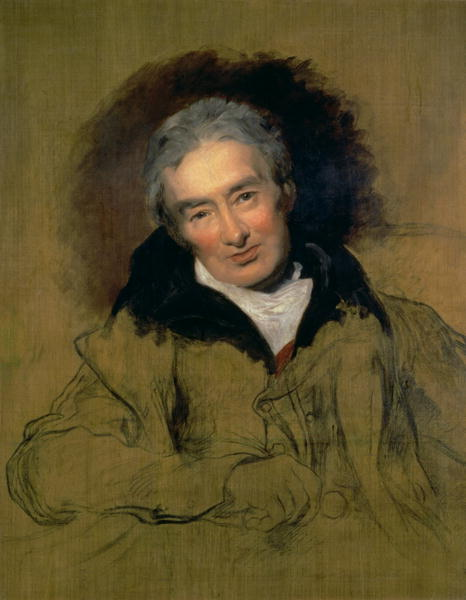
William Wilberforce, tranh của Sir Thomas Lawrence, 1828

Là một tín hữu thuộc trào lưu Tin Lành trong Giáo hội Anh, Wilberforce tin rằng việc chấn hưng hội thánh và đời sống tâm linh của tín hữu sẽ giúp kiến tạo một xã hội hòa hợp và đạo đức. Ông tìm cách nâng cao vị trí của tôn giáo trong công chúng và trong cuộc sống riêng tự, biến lòng mộ đạo thành điều đáng yêu thích trong tầng lớp thượng lưu và trung lưu của xã hội Anh. Nhắm vào mục tiêu này, tháng 4 năm 1797, Wilberforce cho xuất bản A Practical View of the Prevailing Religious System of Professed Christians in the Higher and Middle Classes of This Country Contrasted With Real Christianity ông bắt đầu viết từ năm 1793. Đây là những luận giải về thần học và giáo huấn Tân Ước, cũng là lời kêu gọi phục hưng Cơ Đốc giáo như là một giải pháp cho tình trạng suy đồi đạo đức của đất nước, ông cũng trình bày những trải nghiệm cá nhân và những quan điểm đã ảnh hưởng đến ông. Quyển sách rất được ưa chuộng và trở nên sách bán chạy nhất, theo tiêu chuẩn thời ấy, bán ra 7 500 ấn bản trong vòng sáu tháng, và được dịch ra vài ngôn ngữ khác.
Wilberforce tích cực ủng hộ công cuộc truyền giáo ở Anh và hải ngoại. Ông là thành viên sáng lập của Hội Truyền giáo Hội thánh; cùng các thành viên khác của Nhóm Clapham, ông tham gia nhiều hội đoàn tôn giáo và từ thiện.
Công ty Đông Ấn ra đời nhằm mục đích giành phần cho nước Anh trong việc buôn bán hương liệu từ vùng Đông Ấn, trước khi Armada (hạm đội lừng lẫy của Tây Ban Nha), Bồ Đào Nha và Tây Ban Nha chiếm độc quyền trên thị trường này. Năm 1793, khi Công ty Đông Ấn tu chính hiến chương William Wilberforce yêu cầu thêm vào các điều khoản buộc công ty phải tuyển dụng giáo viên giáo lý nhằm mục đích "giới thiệu ánh sáng Cơ Đốc cho Ấn Độ", đồng thời ông cố xúc tiến các hoạt động truyền giáo tại Ấn Độ. Kế hoạch này bất thành do những người chống đối e sợ sẽ ảnh hưởng đến những lợi ích thương mại của họ, nhưng ông nỗ lực lần nữa khi bản hiến chương được tái tu chính trong năm 1813. Wilberforce sử dụng nhiều thỉnh nguyện thư và các dữ liệu thống kê vận động thuyết phục Viện Thứ dân đem những yêu cầu của ông vào bản hiến chương. Trong khi diễn thuyết vận động cho Hiến chương năm 1813, ông phê phán người Anh ở Ấn Độ là đạo đức giả và kỳ thị chủng tộc, cũng như đả kích một số khía cạnh của Ấn giáo như hệ thống đẳng cấp, chế độ đa thê, và tục thiêu sống góa phụ. Những nỗ lực của ông đã mở đường cho công cuộc truyền giáo và khiến nó trở nên một phần của bản hiến chương năm 1813 của Công ty Đông Ấn. Mặc dù quan tâm sâu sắc đến đất nước Ấn Độ, Wilberforce chưa bao giờ đặt chân đến đó.

## Hôn nhân và gia đình
Đến lúc gần 40, Wilberforce được một người bạn giới thiệu với một cô gái 20 tuổi, Barbara Ann Spooner. Hai người gặp mặt lần đầu ngày 15 tháng 4 năm 1797, tám ngày sau ông ngỏ lời với Barbara. Hôn lễ tổ chức ở Bath, Somerset ngày 30 tháng 5 năm 1797. Họ yêu nhau nồng thắm, Barbara luôn quan tâm săn sóc Wilberforce nhất là khi sức khỏe của ông ngày càng suy giảm, dù bà chẳng mấy bận tâm đến các hoạt động chính trị của chồng. Trong chưa đầy 10 năm, họ có sáu con: William (sinh 1798), Barbara (1799), Elizabeth (1801), Robert Isaac Wilberforce (1802), Samuel Wilberforce (1805), và Henry William Wilberforce (1807). Wilberforce là người cha tận tụy và hay nuông chiều con cái, rất thích vui đùa cùng lũ trẻ lúc ông ở nhà.

## Chấn hưng đạo đức
Đặc biệt quan tâm đến điều mà ông xem là sự suy đồi của xã hội Anh Quốc, Wilberforce tích cực tham gia vào công cuộc chấn hưng đạo đức, vận động chống lại "cơn lũ quét của lòng bất kính ngày một gia tăng cường độ", xem vấn đề này có tầm quan trọng ngang bằng nỗ lực bãi bỏ nạn buôn nô lệ. Theo đề nghị của Wilberforce và Giám mục Porteus, năm 1787 Tổng Giám mục Canterbury thỉnh cầu Vua George III ra "Tuyên cáo Trấn áp Tội phạm" như là một giải pháp ngăn chặn tình trạng suy thoái đạo đức đang dâng cao. Bản tuyên cáo yêu cầu truy tố các tội như "say sưa quá độ, báng bổ, thề thốt và nguyền rủa cách phỉ báng, dâm ô, vô luân, vi phạm ngày thánh, hoặc phá rối trật tự." Ông cũng đứng ra thành lập các hội đoàn vận động dân chúng ủng hộ các mục tiêu trên. Mặc dù không có nhiều sự đồng thuận trong công luận dành cho các nỗ lực chấn hưng đạo đức của Wilberforce, cho đến cuối đời, nền đạo đức, phong cách, và ý thức trách nhiệm của người dân Anh đã được cải thiện đáng kể, mở lối cho những thay đổi trong thái độ và các qui ước xã hội trong thời đại Victoria.

## Giải phóng nô lệ
Bãi bỏ nạn buôn nô lệ trong lãnh thổ của Đế quốc Anh không có nghĩa là chế độ nô lệ đã bị cáo chung, cũng không có mấy cải thiện trong điều kiện sống của nô lệ. Chỉ có một ít quốc gia chấp nhận bãi bỏ nạn buôn nô lệ, và một số tàu thuyền Anh không chịu tuân thủ luật pháp. Hải quân Hoàng gia tuần tiễu trên Đại Tây Dương được phép chặn bắt những tàu buôn nô lệ của các quốc gia khác. Wilberforce cộng tác với các thành viên của Định chế châu Phi nhằm bảo đảm việc thực thi luật cấm buôn nô lệ, đồng thời mở các cuộc đàm phán với các nước khác nhằm vận động cho công cuộc bãi nô. Năm 1808, Hoa Kỳ bãi bỏ nạn buôn nô lệ, Wilberforce vận động chính phủ Mỹ thực thi việc cấm đoán mạnh mẽ hơn.
Cũng trong năm ấy, Wilberforce rời Clapham đến sống ở Kensington Gore gần trụ sở quốc hội hơn. Chưa bao giờ khỏe mạnh, từ năm 1812 sức khỏe của ông ngày càng suy giảm, Wilberforce từ nhiệm ghế nghị sĩ đại diện hạt Yorshire ở Quốc hội, chỉ đại diện cho một hạt nhỏ ở Sussex, một vị trí không có nhiều trách nhiệm, để dành thì giờ cho gia đình và cho những vấn đề ông quan tâm. Cuối năm 1816, ông công khai đả kích chế độ nô lệ, tuy không đòi hỏi giải phóng nô lệ ngay lập tức.

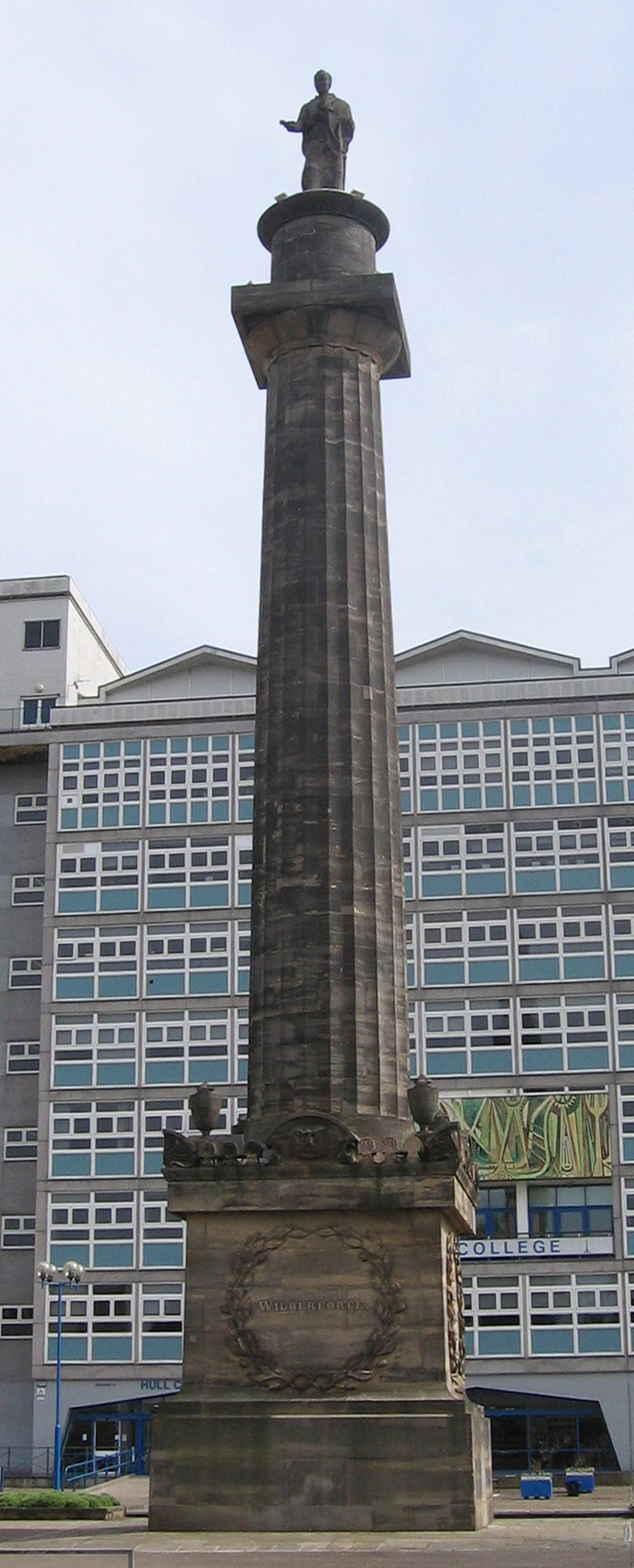
Tượng đài Wilberforce ở Queen's Gardens, Hull

Năm 1820, sau một thời gian bệnh tật mà mất thị lực, Wilberforce quyết định hạn chế các hoạt động xã hội, dù ông vẫn nuôi hi vọng sẽ "thiết lập nền tảng cho các giải pháp trong tương lai nhắm đến mục tiêu giải phóng những người nô lệ khốn khổ", sứ mạng mà ông luôn tin tưởng dần dà rồi sẽ hoàn tất. Nhận thức rằng cần có người nối tiếp cuộc đấu tranh, năm 1821 ông yêu cầu một đồng sự, Thomas Fowell Buxton, đứng ra lãnh đạo cuộc vận động ở Viện Thứ dân. Trong thập niên 1820, Wilberforce tiếp tục xuất hiện tại các buổi tụ tập chống chế độ nô lệ, chào đón khách mời, và bận rộn liên lạc bằng thư tín với nhiều người để cổ xúy mục tiêu chống chế độ nô lệ.
Năm 1823 chứng kiến việc thành lập Hội Chống Chế độ Nô lệ, và quyển sách dày 56 trang Appeal to the Religion, Justice and Humanity of the Inhabitants of the British Empire in Behalf of the Negro Slaves in the West Indies của Wilberforce được xuất bản. Ông trình bày luận cứ cho rằng giải phóng nô lệ là một nghĩa vụ đạo đức, rằng chế độ nô lệ là tội ác của quốc gia, và quốc hội cần làm luật để chấm dứt tệ nạn này. Sự không đồng tình của các thành viên quốc hội cùng sự chống đối của chính phủ trong tháng 3 năm 1823 đã vô hiệu hóa lời kêu gọi của Wilberforce. Ngày 15 tháng 5 năm 1823, Buxton đệ trình một giải pháp tiệm tiến cho việc bãi nô, sau đó là các cuộc tranh luận trong ngày 16 tháng 3 và 11 tháng 6 năm 1824, Wilberforce đến đọc những bài diễn văn cuối cùng của mình ở Viện Thứ dân, và một lần nữa chứng kiến sự thất bại của những người chủ trương bãi nô trước sự chống đối của chính phủ.

## Cuối đời
Sức khỏe của Wilberforce sút giảm trầm trọng trong năm 1824 và 1825. Biết mình sẽ không sống lâu, ông từ chối được phong tước quý tộc và từ nhiệm khỏi Quốc hội, trao quyền lãnh đạo chiến dịch cho những người khác. Thomas Clarkson tiếp tục các chuyến đi, đến thăm các nhóm chống chế độ nô lệ trên khắp nước Anh, khích lệ các thành viên, và hoạt động như một đại sứ cho chính nghĩa bãi nô tại các nước khác. Trong khi đó, tại Quốc hội Buxton theo đuổi mục tiêu cải tổ xã hội. Các buổi hội họp công cộng và số lượng thỉnh nguyện thư đòi hỏi giải phóng nô lệ ngày một gia tăng, công chúng ngày càng ủng hộ giải pháp bãi nô ngay lập tức thay vì giải pháp tiệm tiến mà Wilberforce, Clarkson và các đồng sự vẫn theo đuổi.
Năm 1826, Wilberforce dọn đến một ngôi nhà khiêm tốn hơn ở vùng quê Mill Hill phía bắc London. Đến năm 1833, ông mắc bệnh cúm, và không bao giờ hồi phục hoàn toàn. Tháng 4 năm 1833 ông diễn thuyết lần cuối cùng tại một buổi tụ họp công cộng ở Maidstone, Kent. Tháng 5, chính phủ trình Dự luật Bãi nô trước Quốc hội. Ngày 26 tháng 7 năm 1833, Wilberforce nghe tin chính phủ chịu nhượng bộ để bảo đảm dự luật được thông qua. Ngày hôm sau, ông yếu dần, và từ trần vào sáng ngày 29 tháng 7 tại Cadogan Place, London.
Một tháng sau, Viện Quý tộc thông qua Đạo luật Bãi nô, hủy bỏ chế độ nô lệ trên lãnh thổ Đế chế Anh kể từ tháng 8 năm 1834, biểu quyết bồi thường cho các chủ đồn điền 20 triệu bảng Anh, giải phóng hoàn toàn cho trẻ em dưới sáu tuổi, và thiết lập một hệ thống huấn nghiệp yêu cầu các cựu nô lệ làm việc cho chủ cũ trong 4 đến 6 năm ở Tây Ấn thuộc Anh, Nam Phi, Mauritius, Sri Lanka, Honduras thuộc Anh, và Canada. Gần 800 000 nô lệ châu Phi trong vùng Caribbean được tự do.

### Tang lễ
Wilberforce để lại di chúc muốn được an táng cạnh em gái và con gái tại Stoke Newington, phía bắc London. Tuy nhiên, với sự đồng ý của gia đình, những nhà lãnh đạo lưỡng viện Quốc hội quyết định dành cho Wilberforce một chỗ an nghỉ trong Tu viện Westminster, cạnh bạn ông William Pitt. Đến dự tang lễ có nhiều thành viên Quốc hội, cùng các nhân vật nổi tiếng. Đi cạnh quan tài là Công tước Gloucester, Quan Chưởng ấn Henry Brougham, và Chủ tịch Viện Thứ dân Charles Manners-Sutton.

## Di sản
Năm năm sau khi William Wilberforce từ trần, hai con trai của ông, Robert và Samuel, xuất bản một bộ tiểu sử năm quyển về cuộc đời cha họ, tiếp đó trong năm 1840 họ cho phổ biến bộ sưu tập thư tín của ông. Cuốn tiểu sử đã gây ra tranh cãi vì các tác giả chỉ chuyên chú vào vai trò của Wilberforce trong phong trào bãi nô mà không mấy quan tâm đến các đóng góp quan trọng của Thomas Clarkson. Dù đang nghỉ hưu, Clarson đã viết một cuốn sách bác bỏ những ghi nhận của họ về các sự kiện. Cuối cùng, các con trai của Wilberforce đã đồng ý xin lỗi và gỡ bỏ những đoạn không thích hợp. Tuy nhiên, vai trò của Wilberforce trong phong trào bãi nô luôn được đề cao trong những trang sách lịch sử. Điều này kéo dài hơn một thế kỷ cho đến khi giới sử gia nhận thấy mối quan hệ mật thiết giữa Clarkson và Wilberforce, tình bạn của hai người là nhân tố quan trọng giúp họ hoạt động hiệu quả và kiên định trong cuộc đấu tranh cho quyền lợi của các nô lệ. Các sử gia gọi đó là một trong những tình bằng hữu vĩ đại nhất trong lịch sử: nếu không có vai trò lãnh đạo của Wilberforce ở Quốc hội, và nếu không có những khảo cứu công phu và các cuộc vận động công luận của Clarkson thì phong trào bãi nô khó có thể đạt được những thành tựu như đã có.

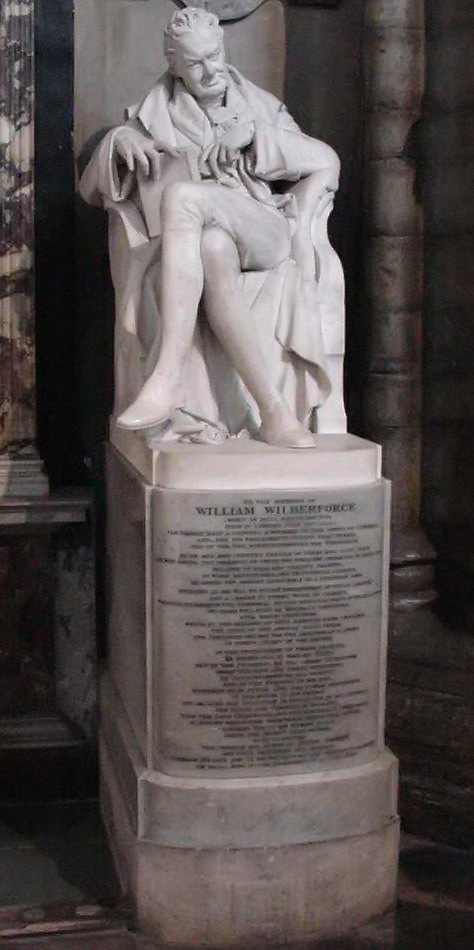
Wilberforce được an táng cạnh Pitt trong Tu viện Westminster. Bức tượng này dựng năm 1840 tại cánh bắc của giáo đường.

Đúng như ước nguyện của các con trai ông, Wilberforce được nhìn nhận như là một anh hùng Cơ Đốc, một vị thánh trong chính trường, và là một hình mẫu cho nỗ lực ứng dụng đức tin vào cuộc sống. Ông còn được cho là một nhà cải cách nhân đạo vì đã đóng góp vào sự tái định hình lại thái độ chính trị và xã hội của thời đó, qua các quảng bá khái niệm về trách nhiệm và hành động xã hội. Tuy nhiên, đến thập niên 1940 sử gia Eric Williams cố làm suy giảm vai trò của Wilberforce và Nhóm Clapham trong phong trào bãi nô, ông lập luận rằng không phải lòng nhân ái mà là các yếu tố kinh tế mới là động lực thúc đẩy phong trào, khi ấy công nghiệp mía đường ở Tây Ấn đang trong lúc suy thoái. Phương pháp tiếp cận của Eric Williams đã có ảnh hưởng sâu đậm trong hạ bán thế kỷ 20. Tuy nhiên, những phát hiện mới đây của các sử gia cho thấy công nghiệp mía đường vẫn mang về nhiều lợi nhuận vào thời ấy đã làm sống lại sự quan tâm dành cho Wilberforce và những người Tin Lành, cũng như sự thừa nhận rằng phong trào bãi nô chính là hình mẫu cho các chương trình nhân đạo sau này.
Wilberforce cũng là thành viên sáng lập Hội Truyền giáo Hội thánh (Church Missionary Society) cũng như Hiệp hội Hoàng gia Ngăn ngừa Hành hạ Thú vật.
Trong số các con của ông có Robert Issac Wilberforce, Samuel Wilberforce (Giám mục Anh giáo) và Henry William Wilberforce.

## Tưởng niệm
Cuộc đời và sự nghiệp của Wilberforce được ghi nhận ở Anh Quốc và những nước khác. Tại Hull, quê nhà của Wilberforce, năm 1834 người dân ở đây dựng Tượng đài Wilberforce, là một trụ theo kiến trúc Hi Lạp cổ đại (Greek Doric) cao 102 feet (31 m), trên đỉnh là tượng Wilberforce, đặt tại Queen's Garden.
Ngôi nhà thế kỷ 17 nơi ông chào đời nay là Bảo tàng Nhà Wilberforce tại thành phố Hull.
Một cuốn phim tựa đề Ân điển Diệu kỳ (Amazing Grace) về cuộc đời của Wilberforce và cuộc tranh đấu của ông chống nạn buôn bán nô lệ của đạo diễn Michael Apted, với Ioan Gruffudd thủ vai chính được công chiếu ngày 23 tháng 3 năm 2007 vào dịp 200 năm kỷ niệm ngày Quốc hội Anh phê chuẩn đạo luật cấm công dân Anh vận chuyển nô lệ.
Đại học Wilberforce, tọa lạc tại thị trấn Wilberforce, tiểu bang Ohio, Hoa Kỳ, được đặt theo tên của William Wilberforce để vinh danh ông. Thành lập năm 1856 bởi Daniel Paine, một Giám mục Giám Lý người Mỹ gốc Phi, Đại học Wilberforce là học viện có truyền thống thu nhận nhiều sinh viên da đen.
Năm 1840, Tu viện Westminster dành một chỗ cho bức tượng Wilberforce của Samuel Joseph, khắc những dòng chữ ca ngợi tính cách Cơ Đốc cùng hoạt động bãi nô của ông, 